# Via Mazzetta
Via Mazzetta è una strada urbana del centro di Firenze, situata in Oltrarno, che va da piazza di San Felice a piazza di Santo Spirito (all'altezza di via delle Caldaie). Lungo il tracciato si innesta borgo Tegolaio. 

## Storia
La denominazione è attestata almeno dal Trecento, ma il significato resta oscuro, per quanto nello Stradario storico amministrativo del 1913 si ipotizzi una corruzione da via Maggetto, termine che a sua volta si sarebbe determinato in ragione della vicinanza con via Maggio. 
Nel XVII secolo è stata conosciuta anche come via delle Campane (nel tratto di fianco alla chiesa di San Felice), mentre nella pianta di Firenze delineata da Ferdinando Ruggieri nel 1731 appare unificata con il tratto successivo alla piazza di Santo Spirito sotto la stessa titolazione di via Sant'Agostino. 
La carreggiata della strada è stata nel 2012 pavimentata a lastrico.

## Descrizione

### Edifici
| Immagine | N°     | Nome                 | Descrizione |
| -------- | ------ | -------------------- | --- |
|          | 6r-10r | Casa Guidi           | I due edifici che compongono la Casa Guidi furono edificati dai Ridolfi e poi pervenuti in due momenti diversi alla famiglia Guidi di Volterra, che nel corso del Settecento li unificarono internamente, lasciando tuttavia due facciate diverse, come ben si percepiscono sul fronte verso via Maggio. Dal 1847 qui vissero Robert Browning e sua moglie, la poetessa inglese Elizabeth Barrett Browning, quando la casa divenne un punto di riferimento per la comunità inglese presente a Firenze nell'Ottocento, oltre che protagonista di vari scritti di Elizabeth. Dopo la morte della poetessa e il trasferimento del marito, la casa venne acquistata dal figlio della coppia, Pen Browning, che avrebbe voluto farne un luogo di memoria e un monumento all'arte dei genitori. Il suo ndesiderio tuttavia si concretizzò solo dopo l'acquisto dell'appartamento da parte della Browning Foundation di New York, nel 1971. Oggi la casa museo è gestita congiuntamente dall'Eton College, dal Landmark Trust e dal Browning Institute che, con la collaborazione dei Friends of Casa Guidi, ne consentono con regolarità l'apertura al pubblico. |
|          | 4      | Casa                 | Si tratta di una casa dai prospetti architettonicamente modesti, di carattere ottocentesco, posta sull'angolo tra borgo Tegolaio e via Mazzetta e quasi sicuramente definita per unificazione di più case a schiera medievali. Articolata su quattro piani e quattro assi (su ambedue le strade), presenta al terreno tre pietrini sotto forma di rotelle, fortemente erosi eccetto quello su borgo Tegolaio, che consente di riconoscerli come segni di una proprietà un tempo riconducibile al vicino monastero di San Pier Martire. Sul portoncino d'ingresso è una corona in ferro che doveva ornare uno scudo con arme gentilizia ora non più esistente. |
|          | s.n.   | San Felice in Piazza | La chiesa, documentata già a partire dal 1066, passò nel 1253 ai Benedettini del monastero di San Silvestro di Nonantola, poi ai Camaldolesi nel 1413 circa, che vi intrapresero un rifacimento attribuito a Michelozzo. Nel 1557 si trasferirono in San Felice le monache domenicane di clausura provenienti dall'antico monastero di San Pietro Martire di via dei Serragli. Da allora e ancora oggi il monastero accanto alla chiesa viene detto "di san Pier Martire" e, pur con alterne vicende, è ancora gestito da suore di quell'ordine. Oggi l'ex-convento ospita una scuola materna ed elementare. La chiesa conserva numerose opere d'arte, tra cui spiccano un crocifisso sagomato di Giotto, una pala di Botticelli e bottega, affreschi tre-quattrocenteschi e importanti pale databili dal Cinque al Settecento. |
|          | 5r-7r  | Casa                 | Si tratta di un casamento modesto con il prospetto che si presenta riconfigurato tra Sette e Ottocento, organizzato su quattro piani con due assi su via Mazzetta e tre su borgo Tegolaio, dove è l'ingresso agli appartamenti. Su quest'ultimo lato, in prossimità del canto, come ricordava Garneri, "la devozione dei fiorentini ha posto, al di sotto di un modesto tabernacolo, una lapide alla nutrice di san Filippo Neri". Sul lato di via Mazzetta è un pietrino a forma di rotella, con un'iscrizione ad indicare come un tempo la proprietà fosse un tempo riconducibile al vicino monastero di San Pier Martire, e il numero romano 6, a indicare la posizione del fabbricato nel registro delle possessioni dell'istituto. Su ambedue i fronti sono stati lasciati a vista i profili delle più antiche finestre, di diversa posizione e forma rispetto alle attuali. |
|          | 6      | Casa                 | Si tratta di un edificio posto sull'angolo tra via Mazzetta (dove è l'ingresso) e borgo Tegolaio, con i fronti organizzati su quattro piani per quattro assi lungo il borgo, per tre, ben distanziati, su via Mazzetta. Pur essendo di fondazione antica (si veda il portoncino d'ingresso ad arco, in pietra, di carattere quattrocentesco) ha subito una evidente riconfigurazione che, stando al disegno delle cornici delle finestre, dovrebbe datarsi al Settecento. Sull'ingresso è, fissata con staffe e non murata, una lastra di pietra serena quadrata sulla quale è scolpito uno scudo con arme non identificata, apparentemente di fattura moderna. In prossimità dell'angolo, sempre dal lato di via Mazzetta, è poi un modesto e moderno tabernacolo contenente un rilievo con la Madonna e il Bambino (già oggetto di un restauro nel 1955 per le cure del prof. Bonella, così come documenta una fotografia conservata presso la Fototeca dei Musei Civici Fiorentini) la cui natura e qualità è difficile da definire viste le abbondanti ridipinture che interessano l'immagine, comunque di carattere quattro cinquecentesco.           |
|          | 8      | Casa                 | Si tratta di una casa di tre piani su tre assi, che probabilmente è contigua, internamente, al complesso di palazzo Guadagni. Al piano terra, in facciata, si nota un pietrino in pietra calcarea fortemente eroso, ma che sembra per forma e dimensione simile a quello in via Toscanella 21, recante la raffigurazione di un vaso con coperchio, presumibilmente a identificare una proprietà di una compagnia intitolata a Santa Maria Maddalena, o alla magistratura dei Maestri del Sale, che aveva un emblema simile; oppure potrebbe essere una rotella del monastero di San Pietro Martire, a cui l'erosione ha dato una forma inusitata. |
|          | 10     | Palazzo Guadagni     | Tra i palazzi rinascimentali più importanti della città, fu costruito ai primi del Cinquecento (dal 1502 al 1506 circa) per la famiglia Dei e nel 1684 fu acquistato dai Guadagni. Attribuito, in mancanza di una documentazione certa, ora a Baccio d'Agnolo ora, con maggiore attendibilità, a Simone del Pollaiolo detto il Cronaca, l'edificio è testimonianza di una misura "tutta fiorentina", nella quale decoro e dignità si esprimono appieno pur senza fare ricorso a sfarzo e a decori superflui. Alti interventi si sono avuti a fine Seicento, sovrintesi da Giovanni Battista Foggini, e dopo il 1837, quando passò ai Dufour Berte, che incaricarono dopo il 1845 Giuseppe Poggi. La lumiera posta sulla cantonata e l'anello per cavallo su via Mazzetta sono riconducibili all'arte del Caparra (autore dei ferri di palazzo Strozzi). |

### Tabernacoli

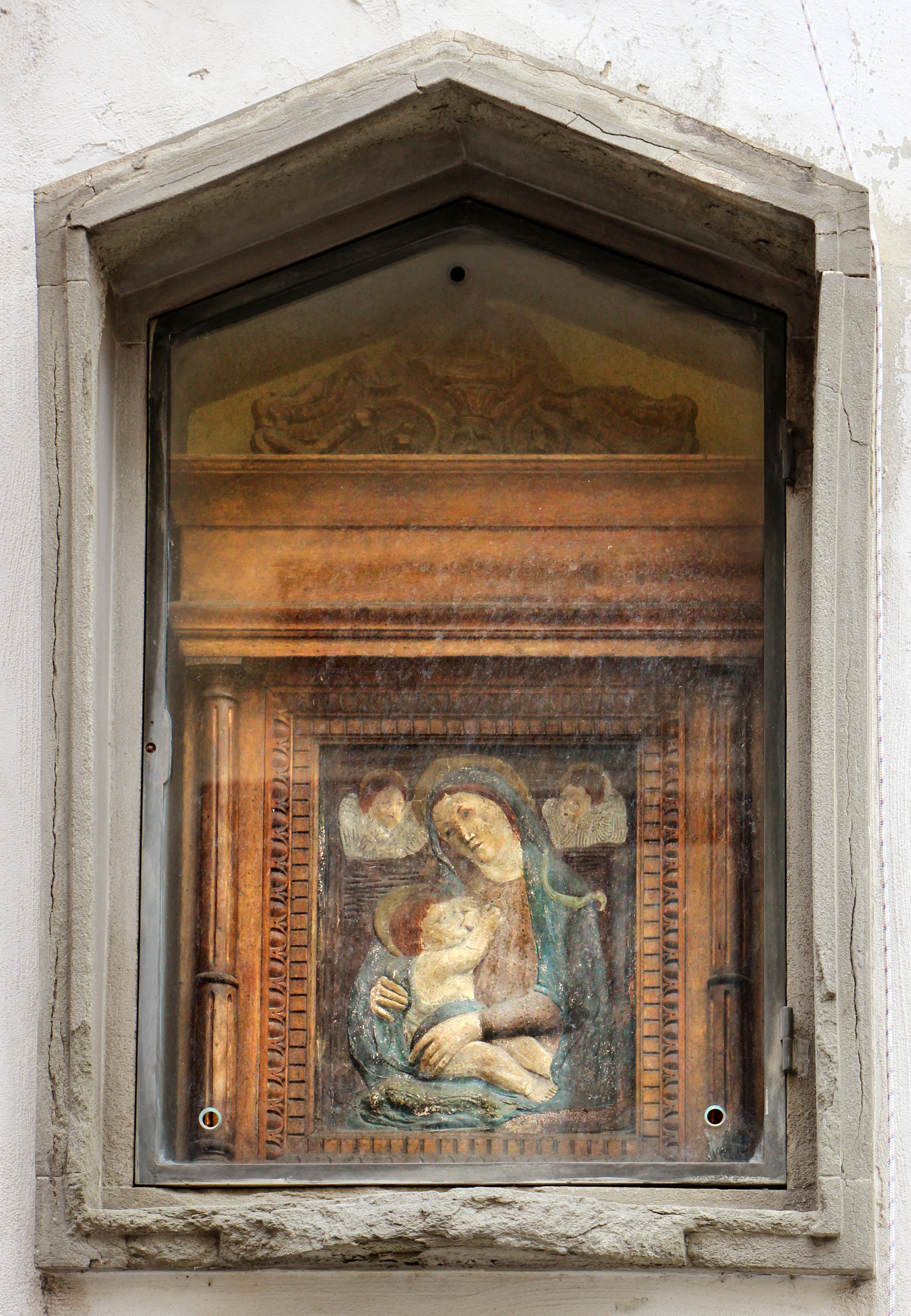
Tabernacolo di via Mazzetta

Al n. 6, presso l'angolo con borgo Tegolaio, si trova in una nicchia con cornice in pietra una Madonna del latte in stucco, rilievo con cornice databile al XVI secolo su modelli del secolo XV. Nel 1954 fu restaurato da Pellegrino Banella.
Sul questo stesso incrocio, angolo sud su borgo Tegolaio, si trova un'edicola in marmo che contiene una mezza figura di Filippo Neri e che, come si legge nell'iscrizione, segnala il luogo dove il santo, nato in via de' Serragli, stava a balia dalla nutrice.  

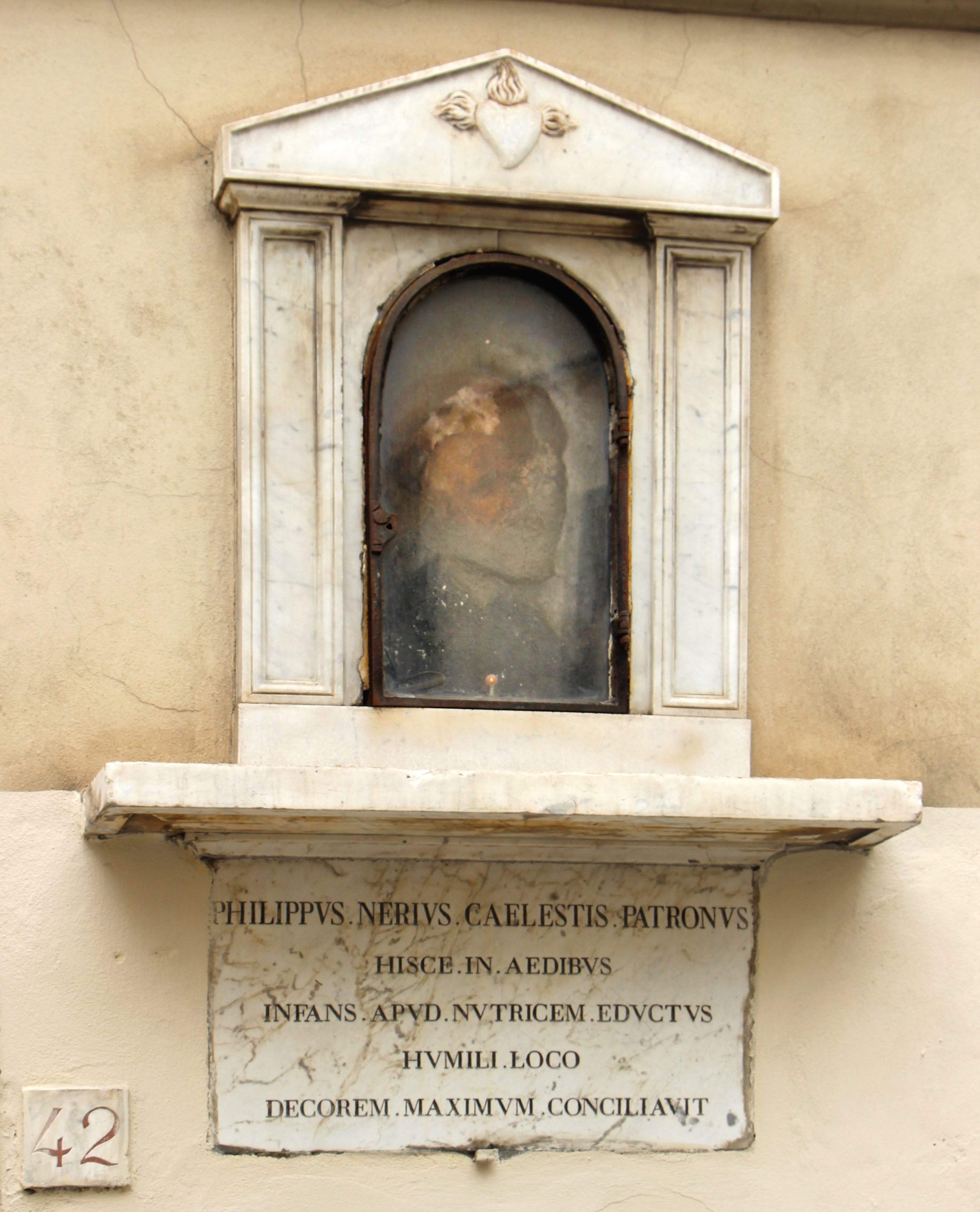
Il tabernacolo di san Filippo Neri
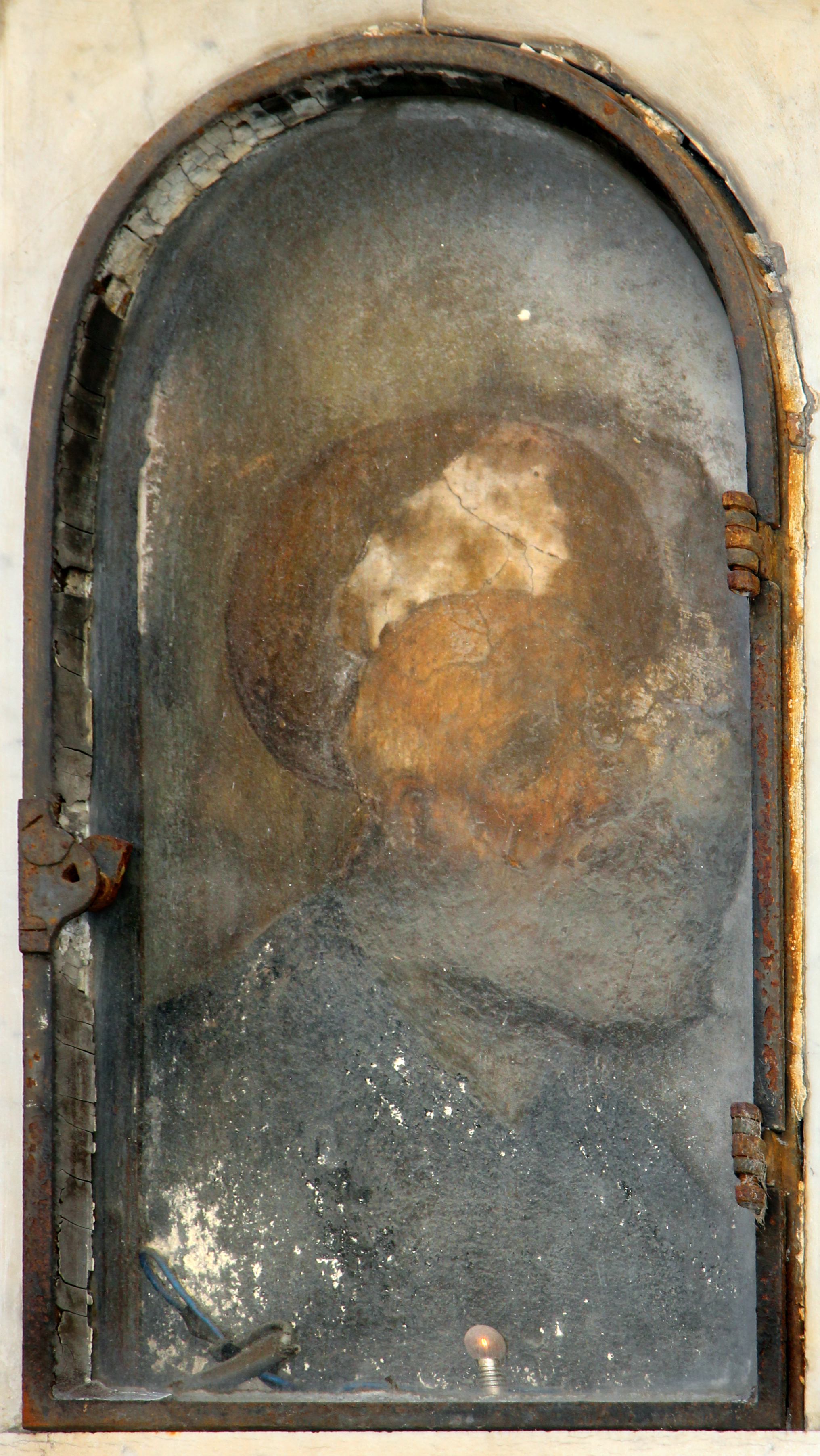
Il tabernacolo di san Filippo Neri

### Lapidi
Sul fronte secondario di Casa Guidi si trova un'altra memoria bilingue, in inglese e in italiano, datata 1916, che riporta un breve brano da Casa Guidi Windows della poetessa Elizabeth Barrett Browning. 
| I HEARD LAST NIGHT A LITTLE CHILD GO SINGING 'NEATH CASA GUID WINDOWS, BY THE CHURCH, O BELLA LIBERTÀ, O BELLA!...... E.B. BROWNING, "CASA GUIDI WINDOWS" PARTE I. 1-3 HO UDITO IERSERA UN FANCIULLINO CHE CANTAVA, PASSAN- DO SOTTO LE FINESTRE DI CASA GUIDI, LUNGO LA CHIESA, O BELLA LIBERTÀ, O BELLA!...... "FINESTRE DI CASA GUIDI" PARTE I. 1-3 PER DELIBERAZIONE DEL COMUNE M C M X V I |

Sull'altro lato, sul fianco della chiesa di San Felice si trova una lapide dei Signori Otto:
| LI · SS · OTTO · PROIBISCONO · LVNGO · LA · CHIESA · E · MONASTERO IL · GIOCARE · FAR · BRVTTVRE · ET · C SOTTO · LE · SOLITE · PENE |